# Тишковская, Евгения Леонидовна
Евге́ния Леони́довна Тишко́вская (род. 17 ноября 1948, совхоз «Переможец» Запорожская область) — депутат Государственной Думы Федерального Собрания РФ в 1993—1995 годах.

## Биография
Родилась 17 ноября 1948 года в совхозе «Переможец» Запорожской области.
- 1972 год — окончила Грозненский нефтяной институт по специальности «инженер химик-технолог».
- 1972—1991 годы — инженер-конструктор Новоярославского нефтеперерабатывающего завода.
- 1991—1993 годы — директор малого предприятия по изготовлению медицинских препаратов «Алькор».
- 1990—1993 годы — депутат Ярославского областного Совета народных депутатов.
- 1993 год — без отрыва от производства окончила Всероссийский заочный финансово-экономический институт по специальности «организация и управление производством».
- 12 декабря этого же года была выдвинута группой избирателей и избрана депутатом Государственной Думы первого созыва по Кировскому одномандатному избирательному округу № 189 (Ярославская область).
  - В Государственной Думе вошла в депутатскую группу «Новая региональная политика».
  - До 17 февраля 1994 года была членом Комитета Государственной Думы по охране здоровья.
  - С 17 февраля 1994 по декабрь 1995 года — член Комитета Государственной Думы по промышленности, строительству, транспорту и энергетике (подкомитет по вопросам топливно-энергетического комплекса).
- В 1995 году была выдвинута Блоком Ивана Рыбкина в депутаты Государственной Думы второго созыва по Кировскому одномандатному избирательному округу N 189, но проиграла выборы Мизулиной Е. Б..
  - Также, Евгения Леонидовна баллотировалась в Думу и по списку Блока, но он не преодолел 5-процентного барьера на выборах 17 декабря 1995 года.
  - После поражения на выборах вновь стала работать директором ОАО «Алькор»[1].
- сентябрь 1999 года — была включена в общефедеральный список избирательного блока «Отечество — Вся Россия» (№ 8 в Среднероссийской региональной группе) для участия в выборах в Государственную Думу РФ третьего созыва.
  - Также была выдвинута ОВР кандидатом по Кировскому одномандатному избирательному округу № 189 (Ярославская область).
    - Итог: набрала ещё меньше голосов, чем на предыдущих выборах (всего: 9390; тем самым заняла 8 место из 17 кандидатов)[2].
- В 2008 году в порядке самовыдвижения принимала участие в выборах депутатов Ярославской областной думы V созыва по одномандатному избирательному округу № 9 Ленинского района Ярославля. По итогам выборов уступила депутату муниципалитета Ярославля Илье Осипову и двум действующим депутатам областной Думы. [3]
- В 2017 году принимала участие в выборах депутатов муниципалитета Ярославля от партии «Яблоко», заняла 4 место [4]
- В 2018 году принимала участие в выборах депутатов Ярославской областной думы VI созыва от партии «Яблоко», заняла 7 место [5]
- В настоящее время является членом партии «Яблоко», входит в региональный и федеральный советы этой партии[6].

### Личная жизнь
Замужем, двое детей. Проживает в Ярославле.

## Цитаты
Госдума России первого созыва из всех Дум — самая профессиональная… это Дума, которая самым лучшим образом представляла своих избирателей.
Если ты политик, ты хоть с чёртом говори: главная твоя политическая цель — защита интересов тех, кого ты представляешь.Евгения Тишковская

## Драка в Госдуме
9 сентября 1995 года Владимир Жириновский, лидер фракции ЛДПР, отходил со своими депутатами на своё место. Тишковская, вбежав в толпу, начала пинать депутатов в пах. Жириновский в ответ схватил Тишковскую за волосы. Инцидент многократно повторяло телевидение.  Попытка разнять депутатов была расценена как запланированная драка на пленарном заседании. 11 сентября фракцией ЛДПР были выпущены листовки, содержащие оскорбления Тишковской; она обратилась в Мещанский муниципальный суд Москвы, который 11 августа 1998 года приговорил фракцию ЛДПР к выплате 20 000 рублей за моральный ущерб Е.Тишковской и обязал фракцию выпустить опровержение листовки и публично принести извинения. Позже Жириновский подарил Евгении Леонидовне свою книгу с надписью «Самой лучшей женщине».

### Телепередачи
- Ануфриева И. «Ярославские думцы не сошлись на почве этики» // Ярославский городской телеканал, 2007, 24 января.
- Гордон Кихот, 13 марта 2009: «Владимир Жириновский»